# Monotropizm

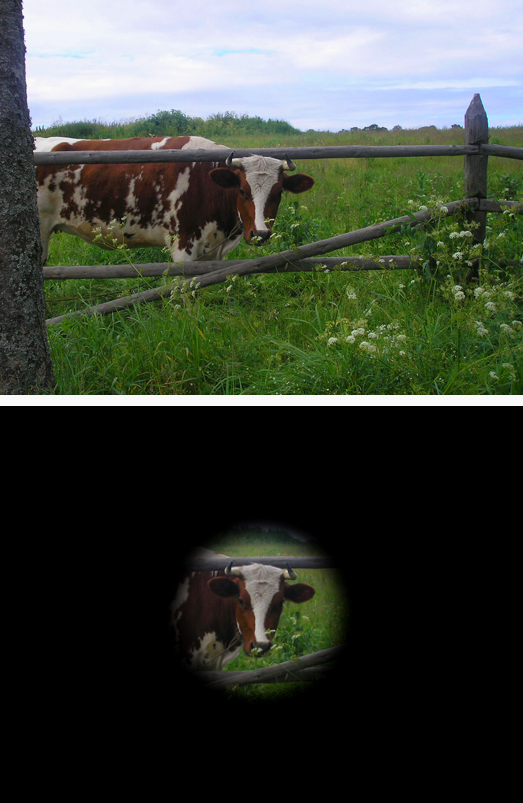
Monotropizm jest często opisywany jako „widzenie tunelowe”

Monotropizm to strategia poznawcza uważana za główną cechę leżącą u podstaw autyzmu. Umysł monotropowy to taki, który w dowolnym momencie skupia swoją uwagę na niewielkiej liczbie zainteresowań, mając tendencję do pomijania rzeczy poza tym tunelem uwagi. Teoria monotropizmu została opracowana przez Dinah Murray, Wenn Lawson i Mike Lesser w latach 90. i opublikowana w czasopiśmie Autism w 2005 roku. Dalsze prace Wenna Lawsona nad teorią stanowiły podstawę jego doktoratu, Single Attention and Associated Cognition in Autism oraz książki The Passionate Mind (Lawson, 2011).
Tendencja do ścisłego skupiania uwagi ma szereg implikacji psychologicznych. Podczas gdy monotropizm powoduje, że ludzie nie dostrzegają rzeczy poza ich tunelem uwagi, skupiona w nim uwaga może prowadzić do intensywnych doświadczeń, głębokiego myślenia i stanów przepływu. Jednak ta hiperkoncentracja utrudnia przekierowanie uwagi, w tym rozpoczynanie i przerywanie zadań, co prowadzi do tego, co często określa się jako dysfunkcję wykonawczą w autyzmie i stereotypii lub perseweracji, w których uwaga osoby jest wielokrotnie przyciągana z powrotem do tego samego.

## Charakterystyka

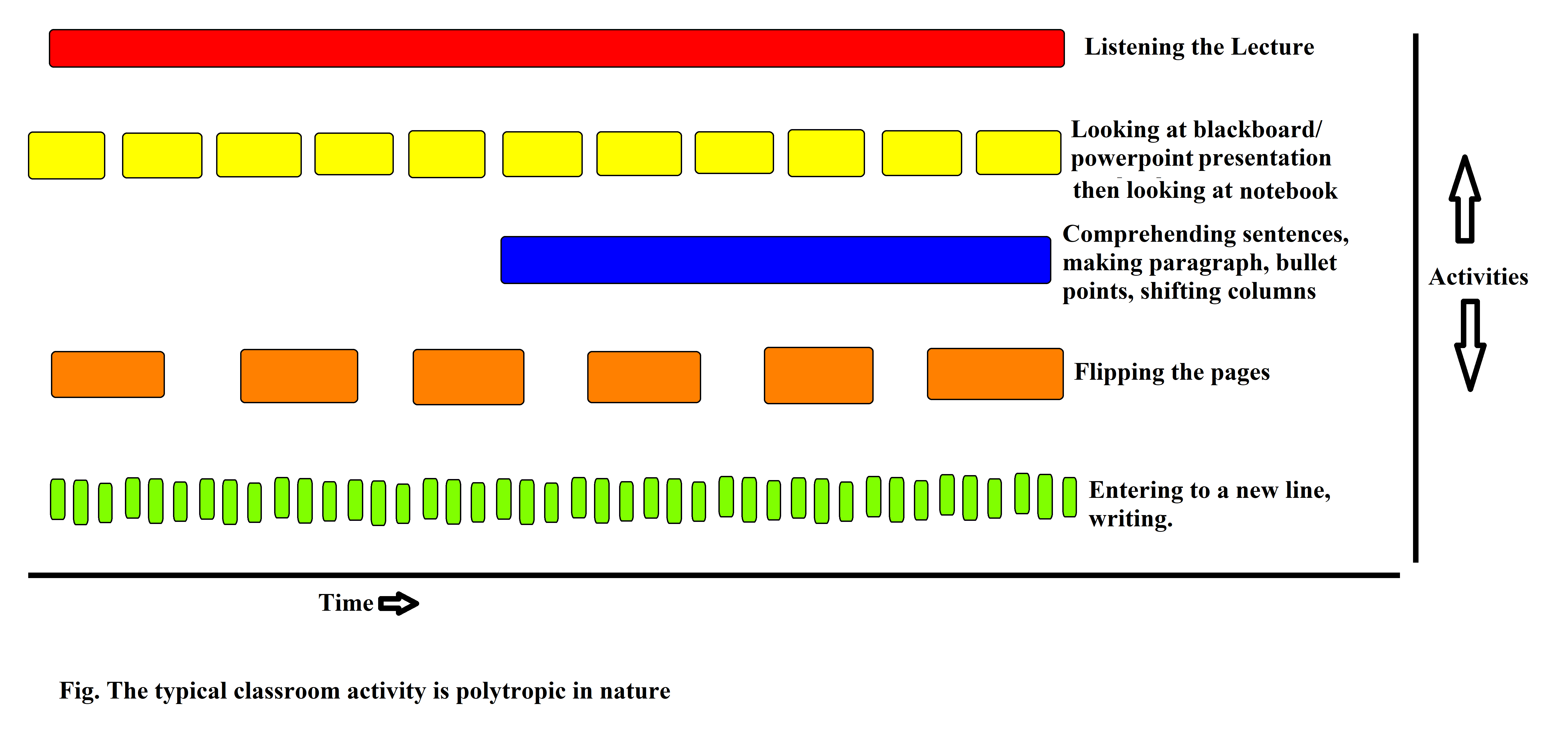
Typowa aktywność w klasie wymaga dużo politropowego przetwarzania bodźców

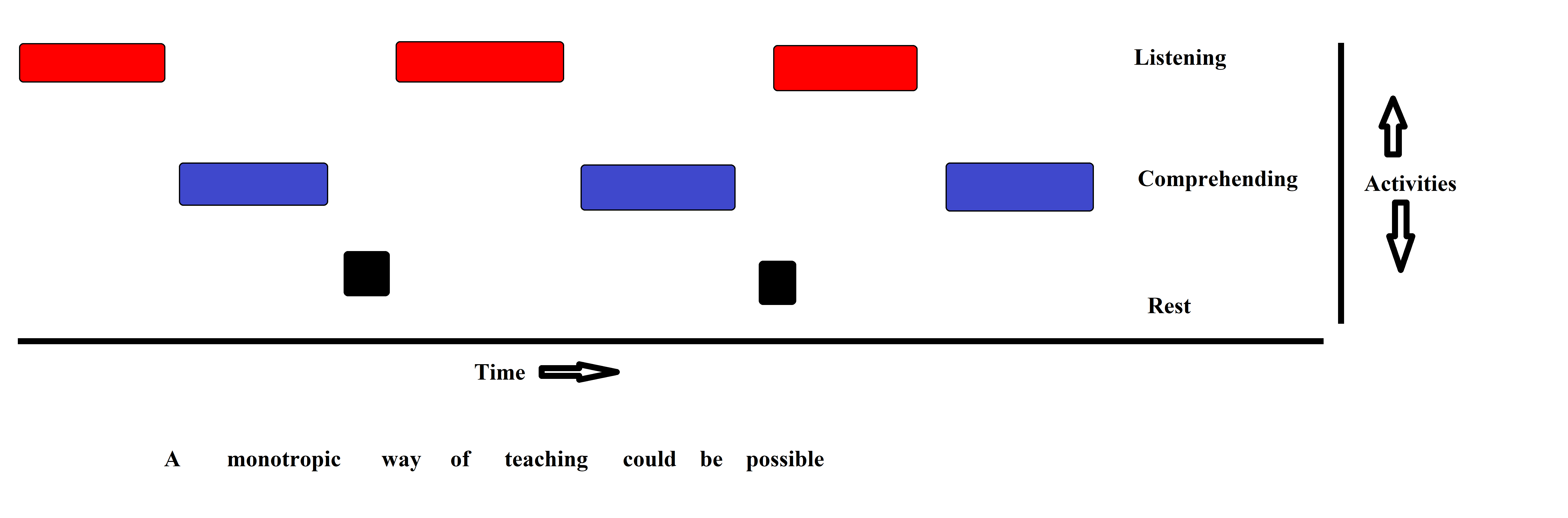
Monotropowy sposób nauczania może być bardzo pomocny dla uczniów autystycznych.

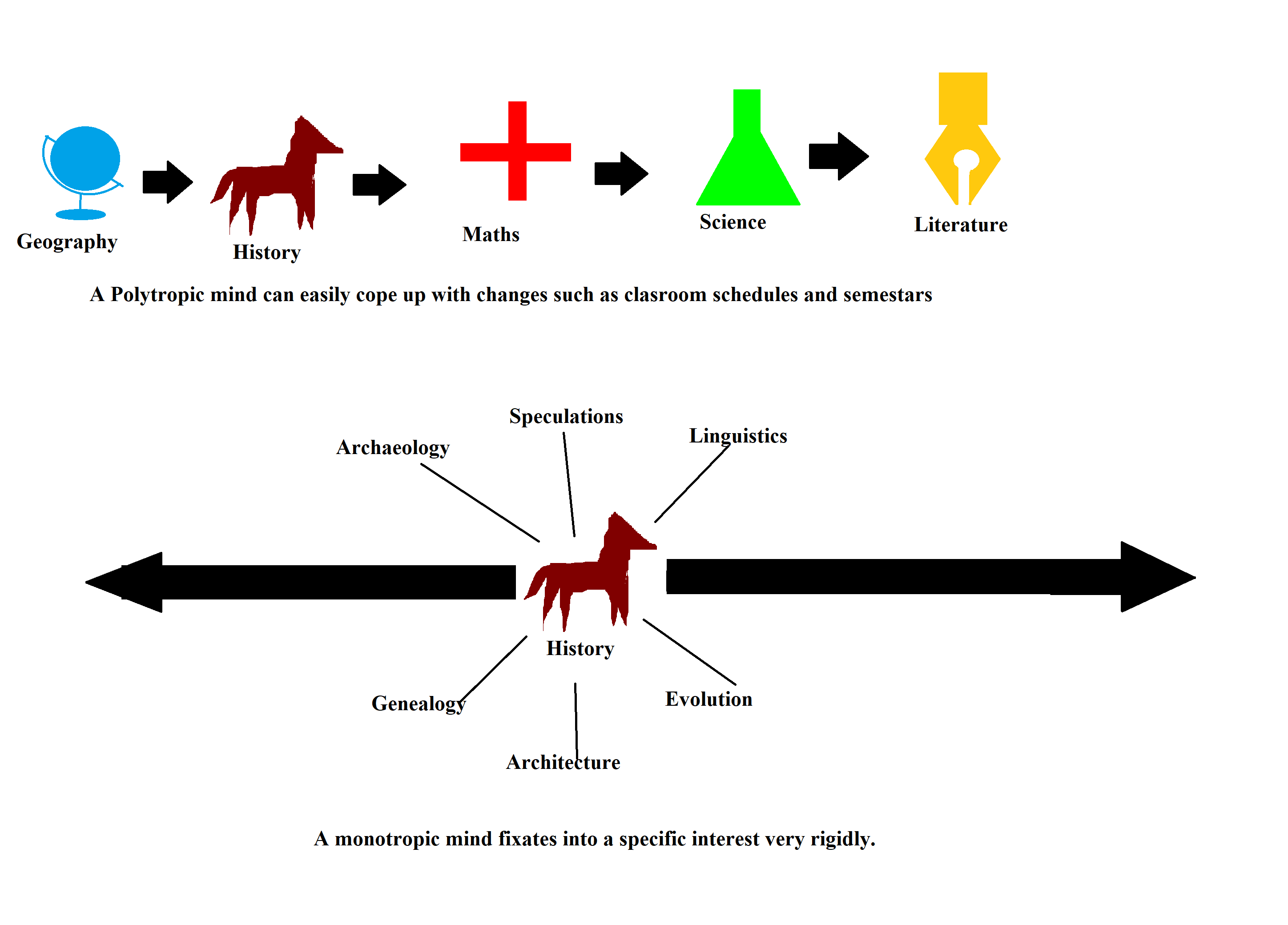
Nauka monotropowa i politropowa

Ponieważ ilość uwagi dostępnej osobie jest ograniczona, procesy poznawcze są zmuszone do konkurowania. W umyśle monotropowym zainteresowania, które są aktywne w danym momencie, zwykle pochłaniają większość dostępnej uwagi, powodując trudności w zadaniach wymagających szerokiego zakresu uwagi, w tym konwencjonalnych interakcjach społecznych. Na rozwój języka może mieć wpływ zarówno wymagana szeroka uwaga, jak i psychologiczny wpływ języka, który zapewnia innym narzędzie do manipulowania systemem zainteresowań dziecka. Jak argumentuje Murray i in., „Zakłócenie tunelu uwagi jest bolesnym doświadczeniem. Język może nagle stać się nieatrakcyjny dla głęboko monotropowego niemowlęcia.”
W ujęciu monotropizmu trudności teorii umysłu obserwowane u osób autystycznych nie są „deficytem podstawowym”, ale raczej wynikają z wymagań związanych z uwagą interakcji społecznych. Jak ujmuje to socjolog autystyczny Damian Milton, „rozpoznawanie innych może mieć miejsce tylko wtedy, gdy jest powiązane z realizacją interesów osoby autystycznej, w przeciwnym razie istnienie innych może w ogóle nie zostać zarejestrowane. Koncentracja monotropowa prowadzi do fragmentarycznego obrazu świata, a z takiego punktu widzenia niezwykle trudno jest zrozumieć interakcje społeczne, co prowadzi do potencjalnie zarówno pozornych, jak i rzeczywistych trudności «teorii umysłu»”.
Osoby monotropowe mają problem z przetwarzaniem wielu rzeczy naraz, szczególnie jeśli chodzi o wielozadaniowość podczas słuchania. Niektórzy mają problemy z robieniem notatek w klasie podczas słuchania nauczyciela i mogą mieć trudności z równoczesnym odczytywaniem twarzy danej osoby i zrozumieniem tego, co mówią. Powszechną tendencją jest unikanie przez jednostki złożonych środowisk sensorycznych z powodu tej nadwrażliwości.
Aby osoba została zidentyfikowana/zdiagnozowana jako autystyczna, musi ona wykazywać ograniczone i powtarzalne zachowanie (restricted and repetitive behavior – RRB). Te zachowania powstają z powodu niezdolności jednostki monotropowej do przeniesienia uwagi i wywołania obsesji na punkcie przedmiotu lub rytuału. Murray i Lesser opisują umysł osoby monotropowej jako działającej podobnie do myśliwego, przy czym osoba ta w pełni wierzy w to, co jest obecnie obserwowane, i tłumi wcześniej zdobytą wiedzę. Ta relacja jest silnie powtórzona w późniejszych pracach Karvelisa i in. w predykcyjnym modelu przetwarzania. Ten umysł jest w stanie stłumić ból i skupić uwagę na czymś innym. Ma zdolność rozwijania dużej głębi w danym zainteresowaniu lub umiejętności, zamiast poszerzania zakresu zainteresowań.

## Implikacje dla praktyki
Aby pomóc osobom autystycznym w zrozumieniu świata i poruszaniu się po nim, Murray i in. zaproponował pewne kroki, które mogą być pomocne. Obejmują one:
- Zwiększaj kontakty z innymi ludźmi poprzez zainteresowania dziecka: „zacznij tam, gdzie jest dziecko”.
- Pozwól im realizować własne zainteresowania i buduj w ten sposób zrozumienie.
- Popraw zrozumienie, aby poprawić fałszywe lub częściowe połączenia.
- Zwiększaj osiągalność zadań, zmniejszając ich liczbę i złożoność.
- Spraw, aby zadania i połączenia były bardziej znaczące[1].

Nie należy skupiać się tylko na zachowaniach, umiejętnościach lub zrozumieniu osoby autystycznej; ważne jest – i satysfakcjonujące – aby osoby wokół nich pracowały, aby zrozumieć ich perspektywy.